# 식기건조기

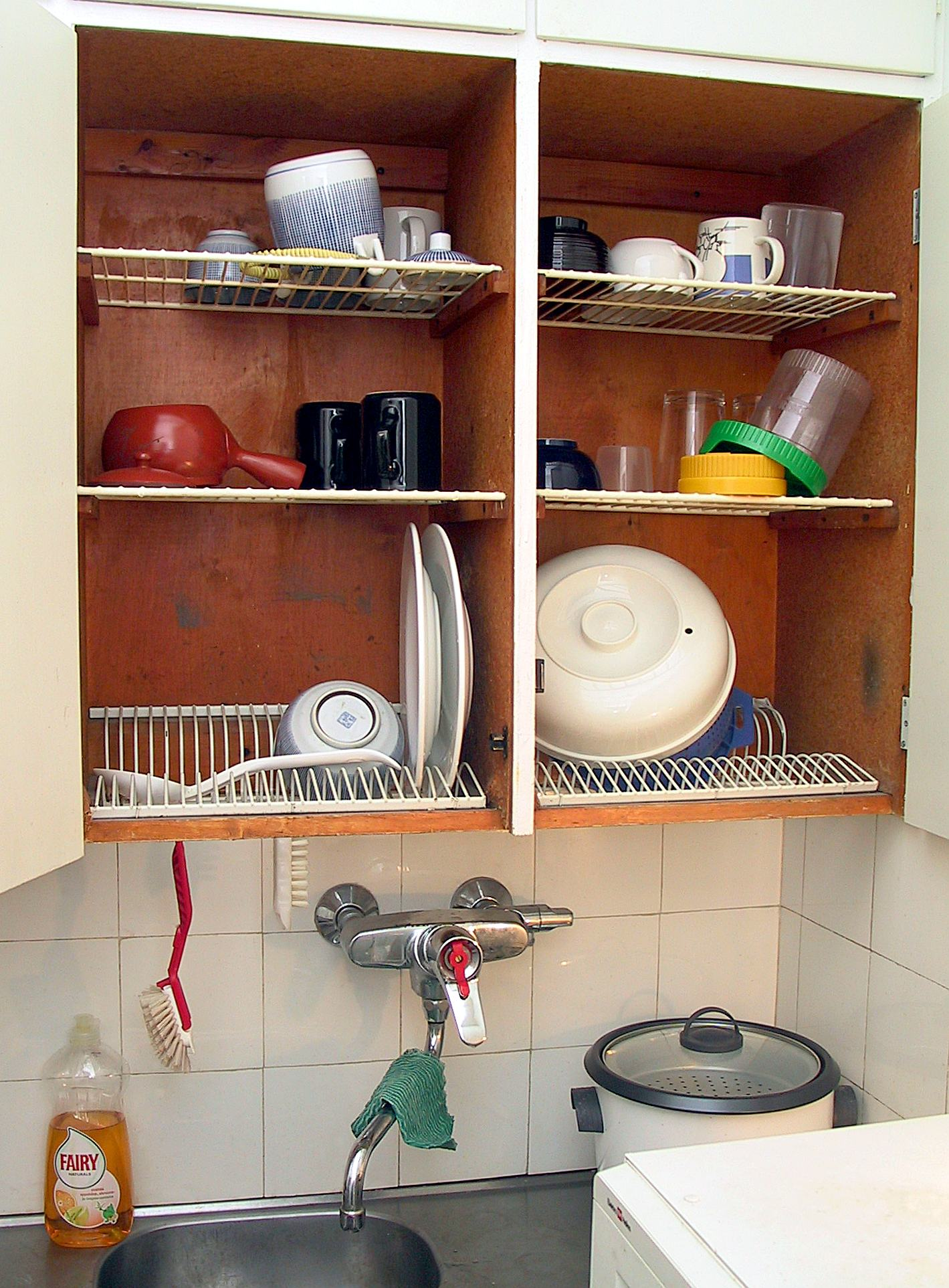
식기건조기

식기건조기(食器乾燥機)란 일반적인 세척을 해주는 식기세척기와 달리 식기류의 자외선 살균과 남아있는 물기 등을 말리는 건조 기능만 있는 기기를 말한다. 따라서 일반적으로 식기세척기에 비해서는 크기가 작은 것이 보통이다. 또한, 일반적인 그릇이나 수저 등을 넣는 일반 가정용 식기건조기에 넣기 힘든 칼이나 도마만 전문적으로 살균 및 건조시키는 기기 또한 존재한다.
식기류의 회전율이 빠른 것이 요구되는 식당 같은 곳에서는 필수적으로 배치되고 있다. 보통 이 경우에는 대용량의 업소용이 사용된다.